# Néant-sur-Yvel
Néant-sur-Yvel is een  gemeente in het Franse departement Morbihan (regio Bretagne). De plaats maakt deel uit van het arrondissement Vannes. De gemeente telde 1.070 inwoners op 1 januari 2022.

## Geografie
De oppervlakte van Néant-sur-Yvel bedroeg op 1 januari 2022 32,3 vierkante kilometer; de bevolkingsdichtheid was toen 33,1 inwoners per km².

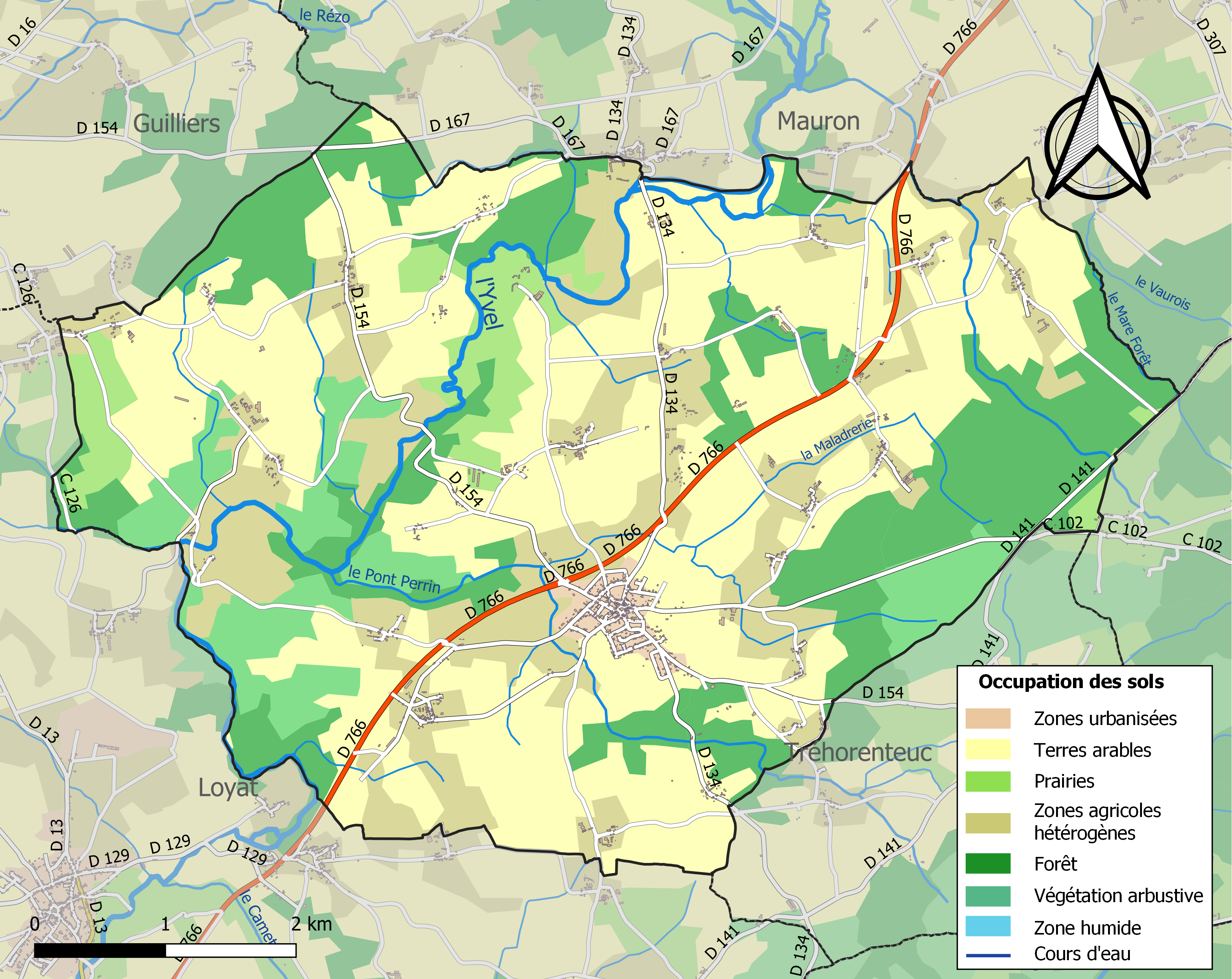
Kaart van de gemeente met de belangrijkste infrastructuur, bodemgebruik en omliggende gemeenten

## Demografie
Onderstaande figuur toont het verloop van het inwonertal, bron: INSEE-tellingen. 